# Reza Pahlavi (1960)

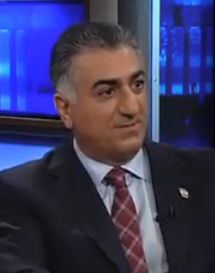
Reza Pahlavi

Reza Pahlavi (Perzisch: رضا پهلوی) (Teheran, 31 oktober 1960), ook Reza Pahlavi II genoemd, is de voormalige kroonprins van Iran en de zoon van de laatste sjah van Iran (Perzië), Mohammad Reza Pahlavi.
Op 17-jarige leeftijd verliet hij Iran om op luchtmachttraining te gaan. Gedurende die tijd vond de revolutie plaats in Iran die een einde maakte aan de heersende Pahlavi-dynastie. Hij woont sindsdien in de Verenigde Staten.

## Biografie
Reza Pahlavi is op 31 oktober 1960 geboren te Teheran en is de oudste zoon van Mohammad Reza Pahlavi en Farah Diba. Hij had een broer, Ali-Reza Pahlavi (1966-2011), twee zussen, Farahnaz Pahlavi (1963) en Leila Pahlavi (1970-2001), en een oudere halfzus, Shahnaz Pahlavi (1940).
In 1977 volgde Reza Pahlavi luchtmachttraining in Texas. Hij keerde niet meer terug naar Iran. Aan de Universiteit van Zuidelijk Californië genoot hij ook een studie politicologie en behaalde de Bachelor of Science.
Reza Pahlavi is woordvoerder van de in Parijs gevestigde Iraanse Nationale Raad ('Iranian National Council'), een instituut dat een democratisch Iran, met vrije verkiezingen, bepleit.
In april 2023 bracht Reza Pahlavi een bezoek aan Israël, waarbij hij sprak met premier Benjamin Netanyahu en president Isaac Herzog.

## Familie
Reza Pahlavi trouwde op 12 juni 1986 met Yasmine Etemad Amini. Zij hebben drie dochters.